# Montalet-le-Bois
Montalet-le-Bois ist eine französische Gemeinde mit 321 Einwohnern (Stand 1. Januar 2022) im Département Yvelines in der Region Île-de-France. Sie gehört zum Kanton Limay im Arrondissement Mantes-la-Jolie.

## Geographie
Die Gemeinde grenzt im Westen und im Norden an Lainville-en-Vexin, im Osten an Jambville, im Südosten an Oinville-sur-Montcient (Berührungspunkt) und im Süden an Brueil-en-Vexin. Die Ortschaft ist landwirtschaftlich geprägt.

## Bevölkerungsentwicklung
| Jahr      | 1962 | 1968 | 1975 | 1982 | 1990 | 1999 | 2008 | 2013 | 2014 |
| --------- | ---- | ---- | ---- | ---- | ---- | ---- | ---- | ---- | ---- |
| Einwohner | 150  | 134  | 131  | 149  | 244  | 291  | 326  | 338  | 333  |

## Sehenswürdigkeiten
- Kriegerdenkmal

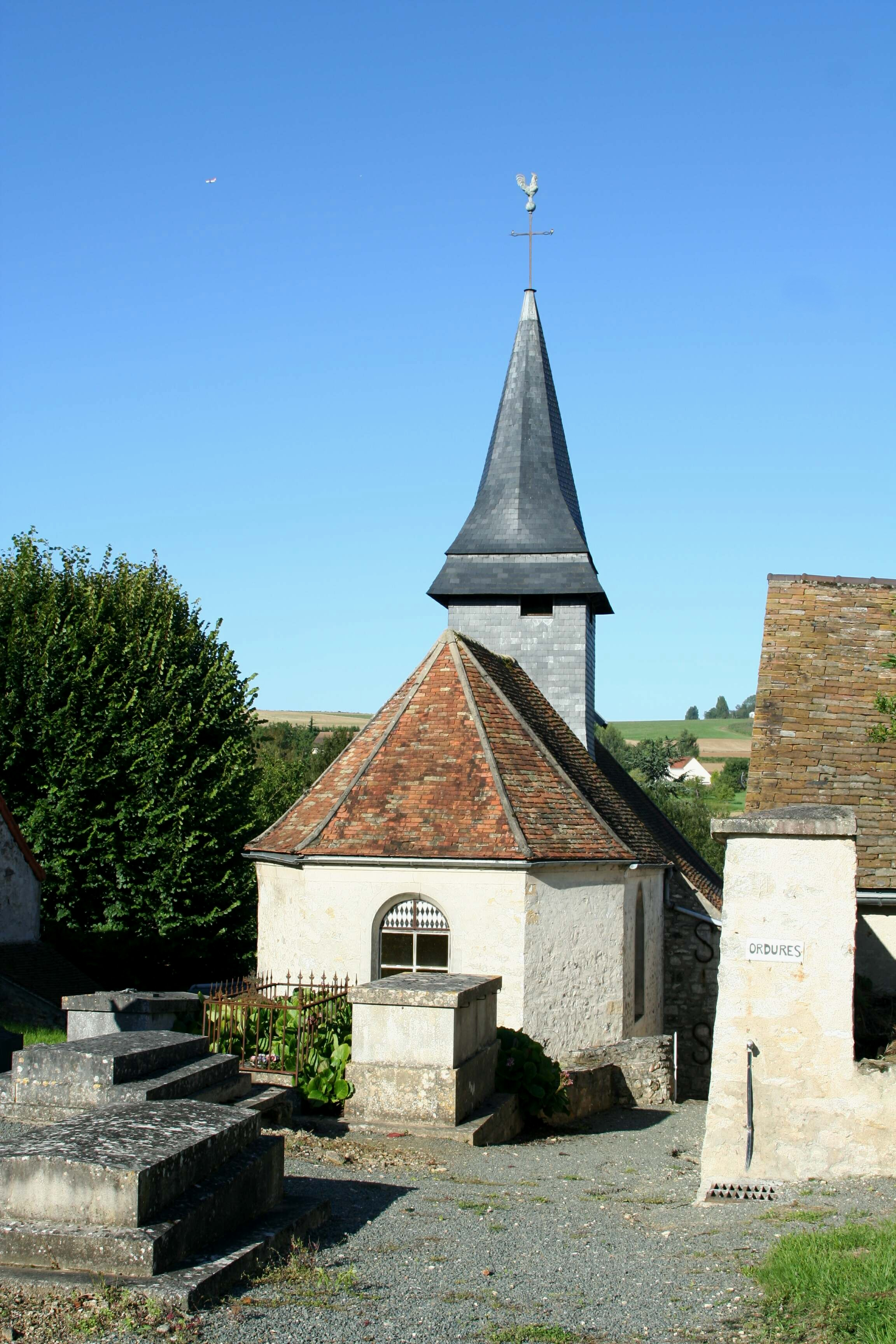
Kirche Notre-Dame
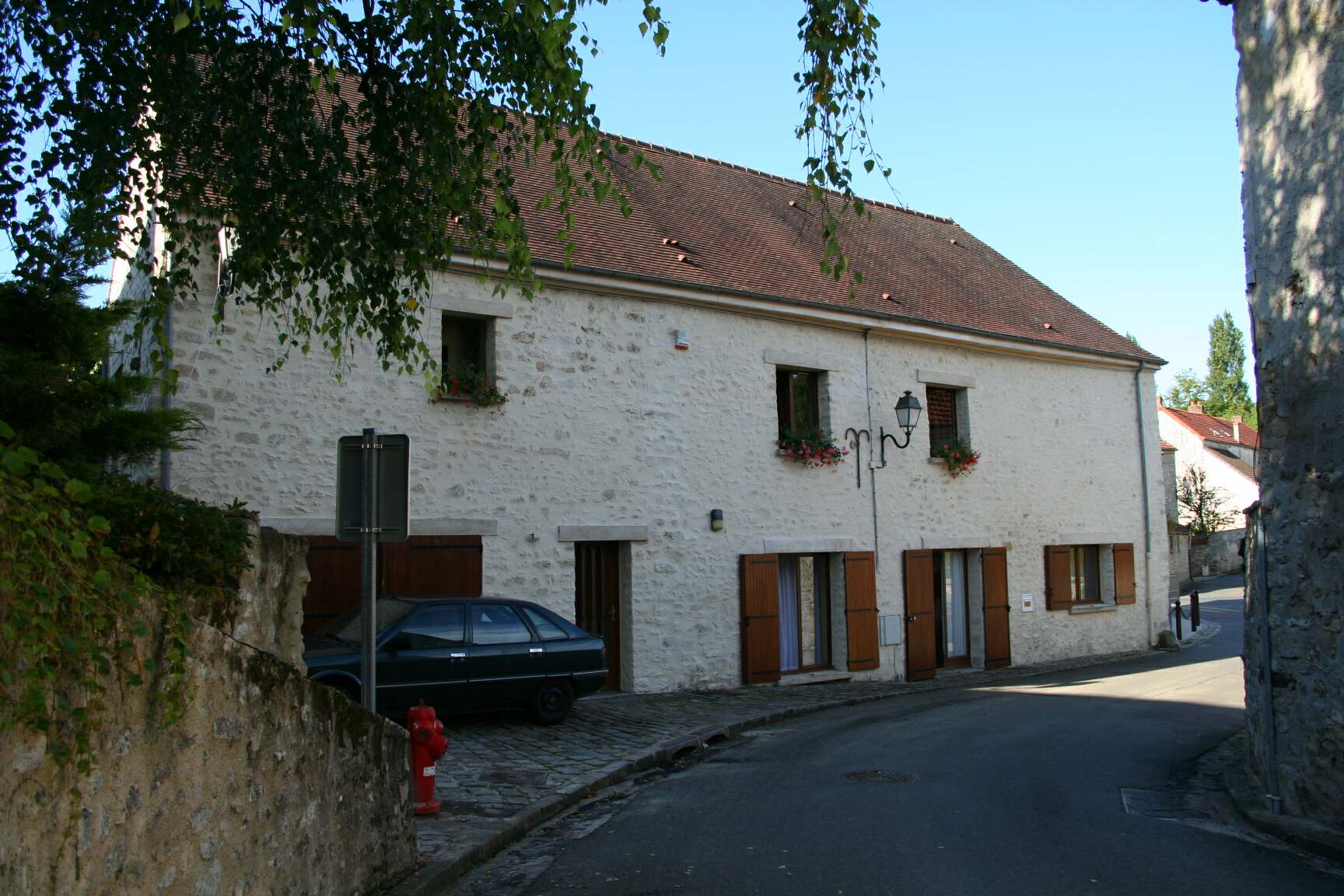
Mairie (Rathaus)
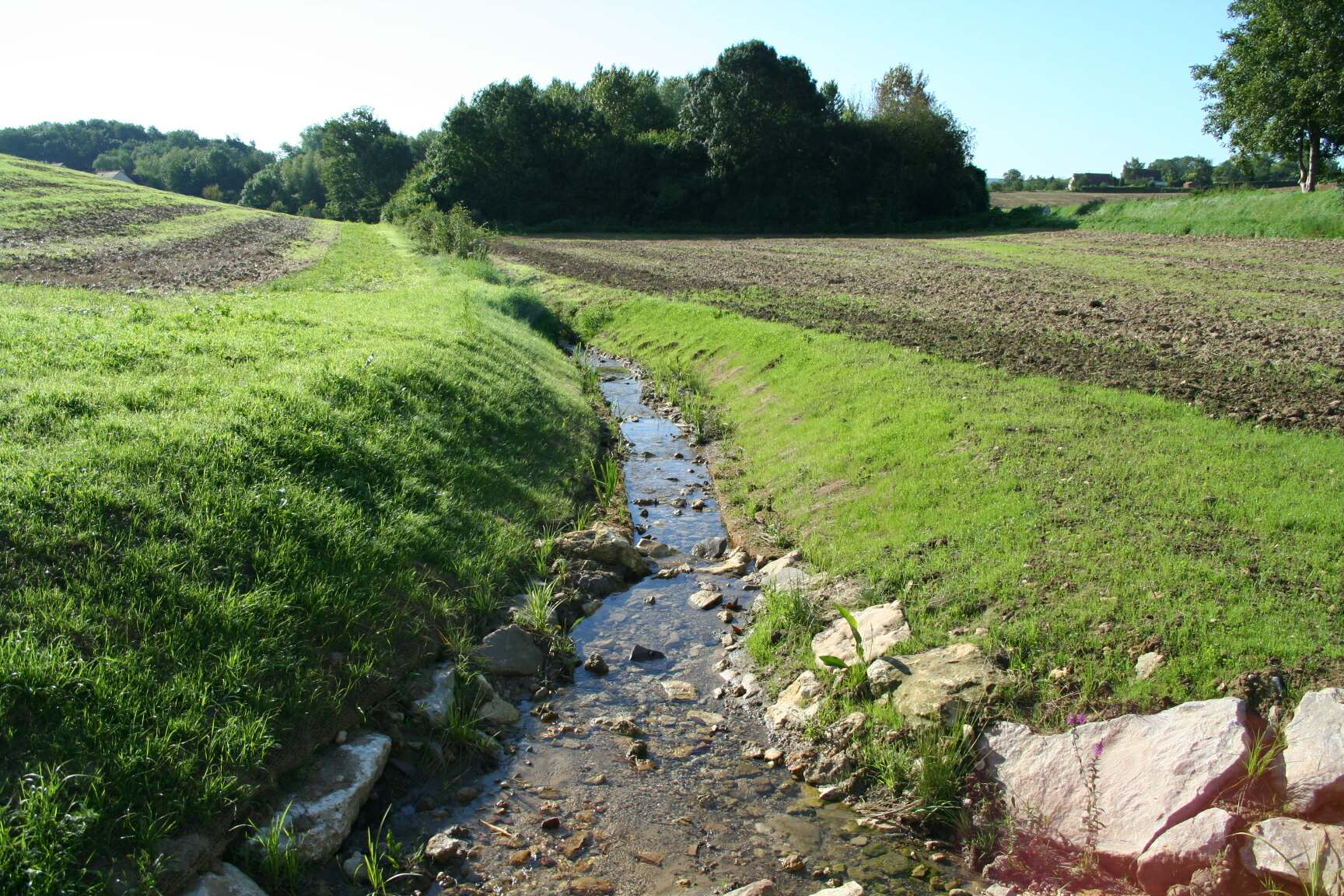
Der Bach namens La Bernon

- Lavoir (Waschhaus)

- Kirche Notre-Dame
- Mairie (Rathaus)
- Der Bach namens La Bernon